# Бактеріальний опік плодових
Бактеріа́льний о́пік плодо́вих, збудником якого є Erwinia amylovora, надзвичайно шкодочинна хвороба плодових культур. Erwinia amylovora — грам-негативна паличкоподібна бактерія родини Enterobacteriaceae, облігатний паразит рослин та небезпечний фітопатоген. Збудник уражує близько 170 видів рослин. Найбільшої шкоди завдає рослинам родини Rosaceae. Найчутливішими плодовим культурами до опіку є: груша, яблуня, айва, слива, абрикос, вишня, персик. Декоративні та дикорослі: глід, піроканта, горобина, китайська айва, спірея, троянда. Існує виражена сортова різниця в чутливості до захворювання.
Опік плодових уражує квіти, листки, пагони, гілки, стовбур, корінь, плоди. Квіти в'януть, змінюють забарвлення від природного до коричневого та чорного, засихають, залишаючись на дереві. При теплій вологій погоді на квітках і квітконіжках спостерігається виділення молочно-білого ексудату. Листки та пагони в'януть, темніють та згодом засихають.

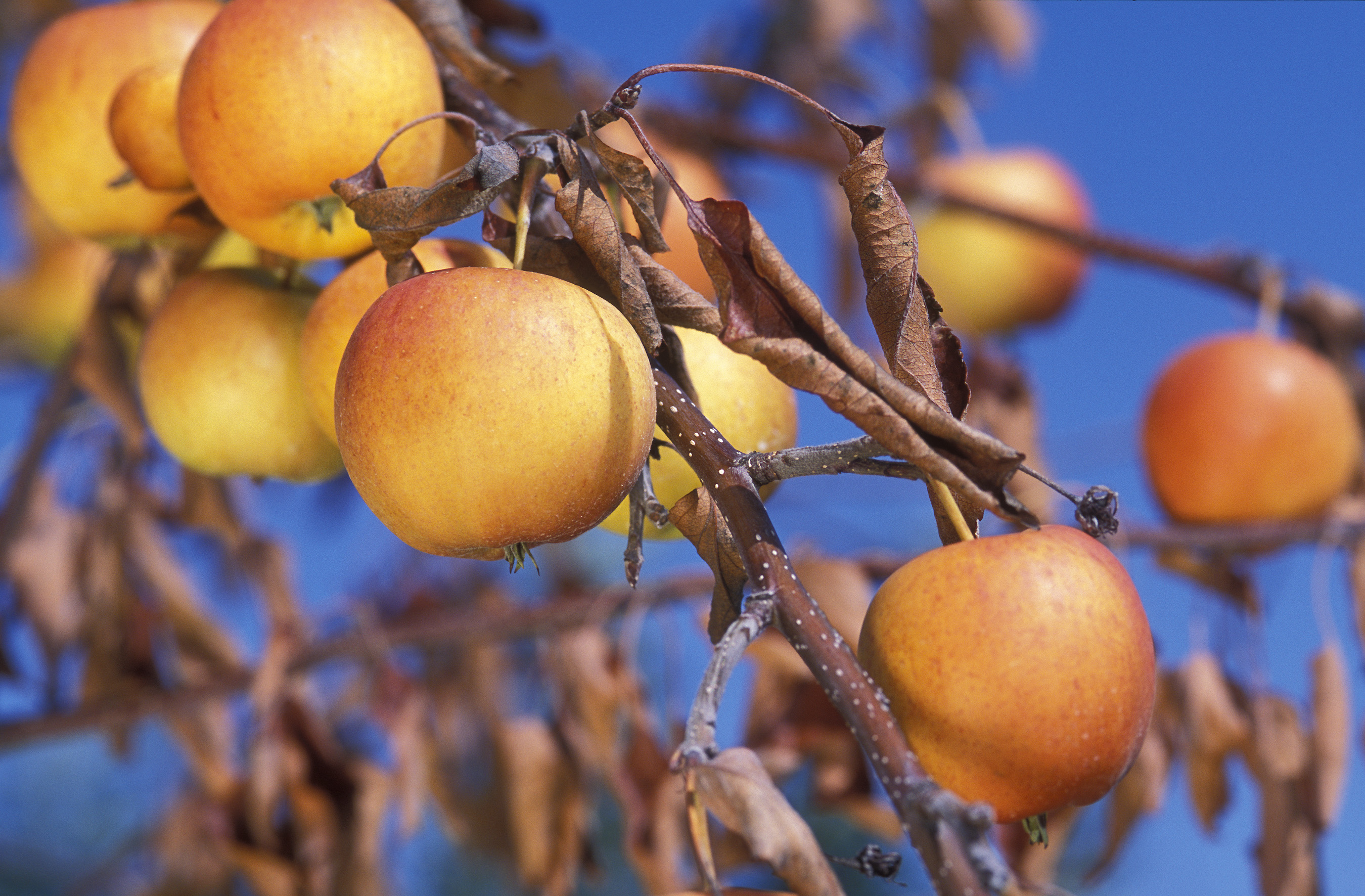
Гали яблука гілки з «випаленими» листами після сильної інфекції бактеріального опіку плодових

Шкодочинність хвороби виражається в ослабленні дерев, втраті товарної якості плодів та зниженні врожайності, а за сприятливих умов для розвитку хвороби — у повній загибелі рослин.
Загальна площа зараження на 1.01.2006 р. становить 52,62 га: в Закарпатській області 16,62 га і 36 га в Чернівецькій. Захворювання виявили на високочутливих до бактеріального опіку культурах: груші, яблуні, айві, глоді. В уражених опіком дерев, віком від 5 до 20 років, спостерігалося в'янення та побуріння пагонів, плодів і листя.
Поширення збудника проходить за допомогою комах-запилювачів (бджоли, джмелі), оси, мух, попелиць та інших комах. На дальшій відстані збудника опіку переносять птахи (шпаки). Дощ та вітер також сприяють перенесенню збудника на нові території.
Передається збудник з садивним матеріалом та прищепами. Імовірність ураження зростає при недотриманні правил дезінфекції під час обрізки дерев.

## Карантинні заходи
- забороняється ввезення садивного та щепного матеріалу із заражених районів країн, де зареєстровано захворювання;
- обов'язковий карантинний догляд та лабораторна експертиза;
- для вчасного виявлення захворювання необхідне обстеження посадок у період цвітіння та достигання плодів.

## Агротехнічні заходи
- сильно уражені опіком плодових поодинокі плодові дерева знищують шляхом викорчовування і спалювання їх на місці;
- при незначному ураженні окремих гілок опіком плодових проводять п'ятиразовий обробіток в період цвітіння плодових дерев бордоською рідиною;- бордоська рідина неефективна проти бактеріального опіку, оскільки збудник захворювання не грибок, а бактерія - Erwinia amylovora. Для лікування застосовувати антибіотики, наприклад - «Ампіцилін», 1 ампула на 6-8 л води, обприскати, повторно через 3-4 дні. Одночасно обробляють фунгіцидами широкого спектра дії, наприклад Топсин-М, оскільки захворюваність на бактеріальний опік часто поєднується з грибковими інфекціями.
- у період спокою пізно восени роблять обрізку окремих гілок: молодих на відстані 20-25 см від місця ураження, старих — на відстані 10-15 см;
- як профілактичний захід рекомендується проводити викорчовування дикорослих груш, яблунь і глоду, які можуть бути джерелом інфекції;
- при закладанні нових садів необхідно вибрати стійкі сорти;
- проводити боротьбу з комахами-переносниками.